# Grano (semilla)

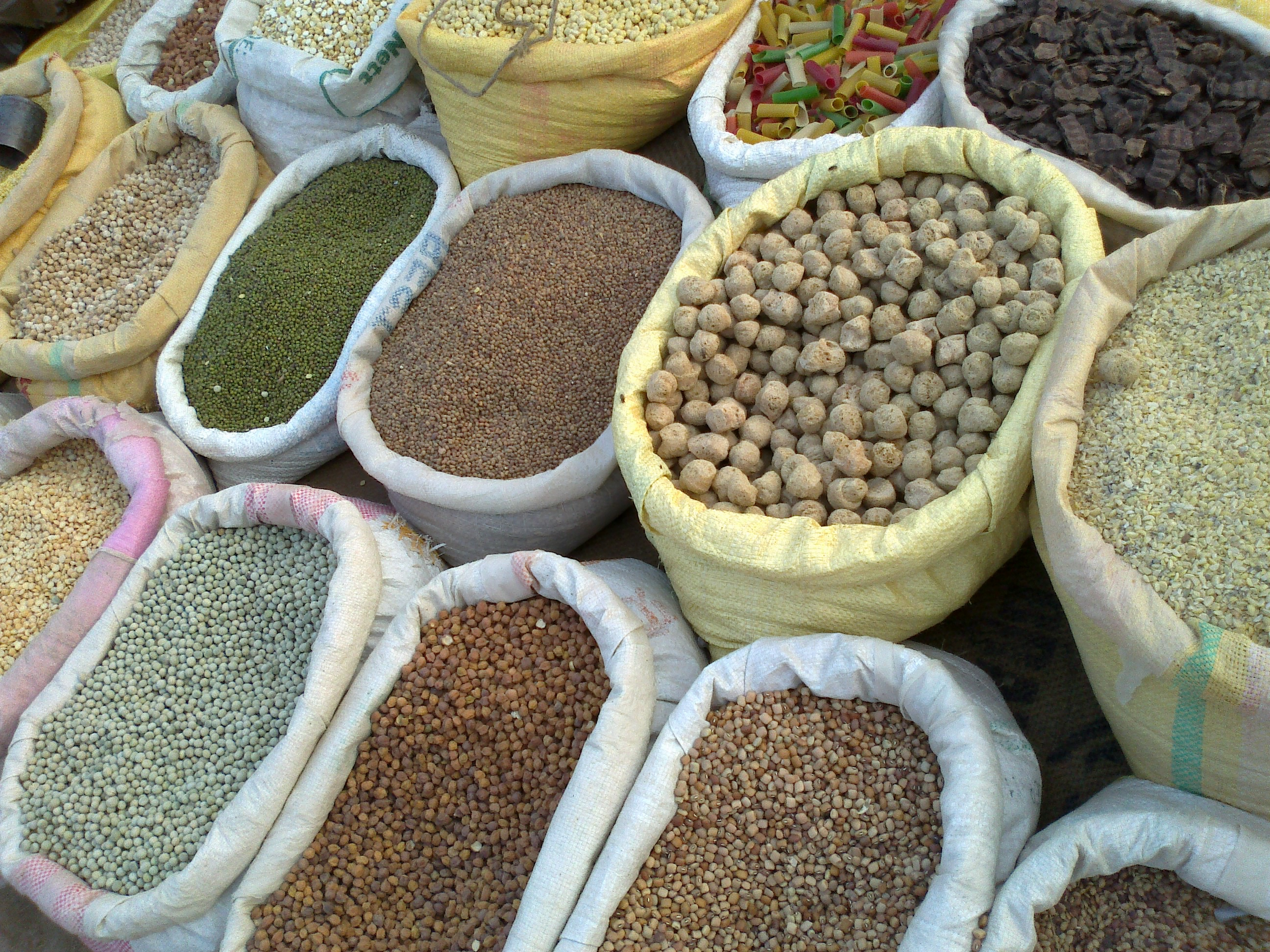
Granos alimentarios en un mercado

Un grano es una semilla pequeña, dura y seca, con o sin cáscara o capa de fruta adherida, cosechada para consumo humano o animal. Los dos tipos principales de cultivos de granos comerciales son los cereales y las legumbres. El término se refiere específicamente a semillas de plantas de la familia de las gramíneas, como trigo, maíz y arroz; las semillas de especies herbáceas no comestibles también se denominan a menudo «granos». 
Después de la cosecha, los granos secos son más duraderos que otros alimentos básicos, como frutas con almidón (plátano, fruta del pan, etc.) y tubérculos (camote, mandioca y más). Esta durabilidad ha hecho que los granos se adapten bien a la agricultura industrial, ya que pueden recolectarse mecánicamente, transportarse por ferrocarril o barco, almacenarse durante largos períodos en silos y molerse para obtener harina o prensarse para obtener aceite. Por tanto, existen importantes mercados mundiales de productos básicos para el maíz, el arroz, la soja, el trigo y otros cereales, pero no para los tubérculos, hortalizas u otros cultivos. 

## Granos y cereales
Los granos y los cereales son sinónimos de cariópsides, los frutos de la familia de las gramíneas. En agronomía y comercio, las semillas o frutos de otras familias de plantas se denominan granos si se parecen a las cariópsides. Por ejemplo, el amaranto se vende como «grano de amaranto», y los productos de amaranto pueden describirse como «cereales integrales». Las civilizaciones prehispánicas de los Andes tenían sistemas alimentarios basados en granos pero, en las elevaciones más altas, ninguno de los granos era un cereal. Los tres granos nativos de los Andes (kaniwa, kiwicha y quinua) son plantas de hojas anchas en lugar de pastos como el maíz, el arroz y el trigo.

## Clasificación

### Granos de cereal

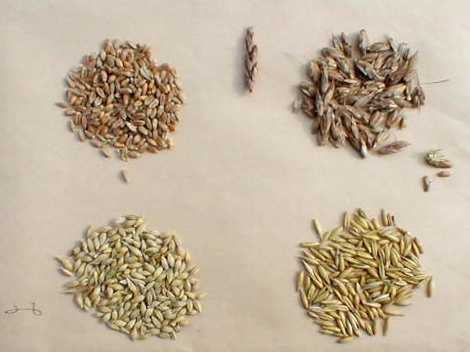
Cereales semillas de granos hacia la derecha desde la parte superior izquierda: trigo, espelta, avena, cebada.

Todos los cultivos de cereales son miembros de la familia de las gramíneas (Poaceae). Los cereales contienen una cantidad sustancial de almidón, un carbohidrato que proporciona energía dietética. 

#### Cereales de temporada cálida
- mijo de dedo
- fonio
- mijo cola de zorra
- mijo japonés
- Coix lacryma-jobi var. ma-yuen
- mijo kodo
- maíz
- mijo
- mijo perla
- mijo proso
- sorgo

#### Cereales de estación fría

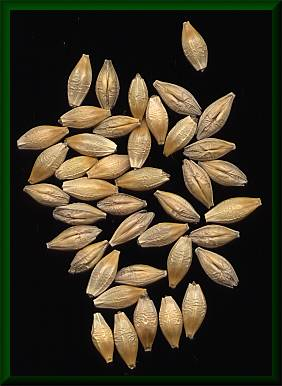
Cebada

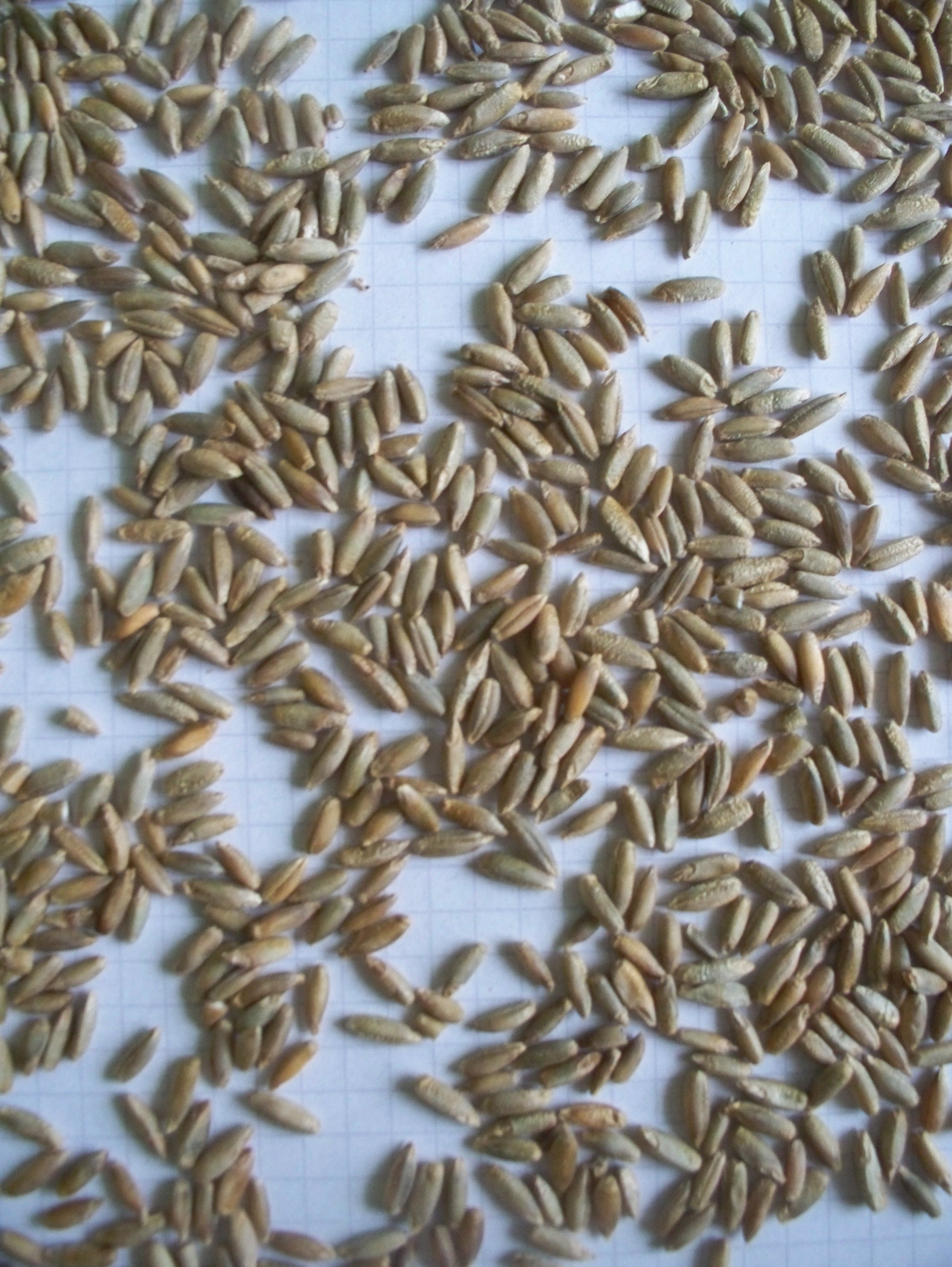
Granos de centeno

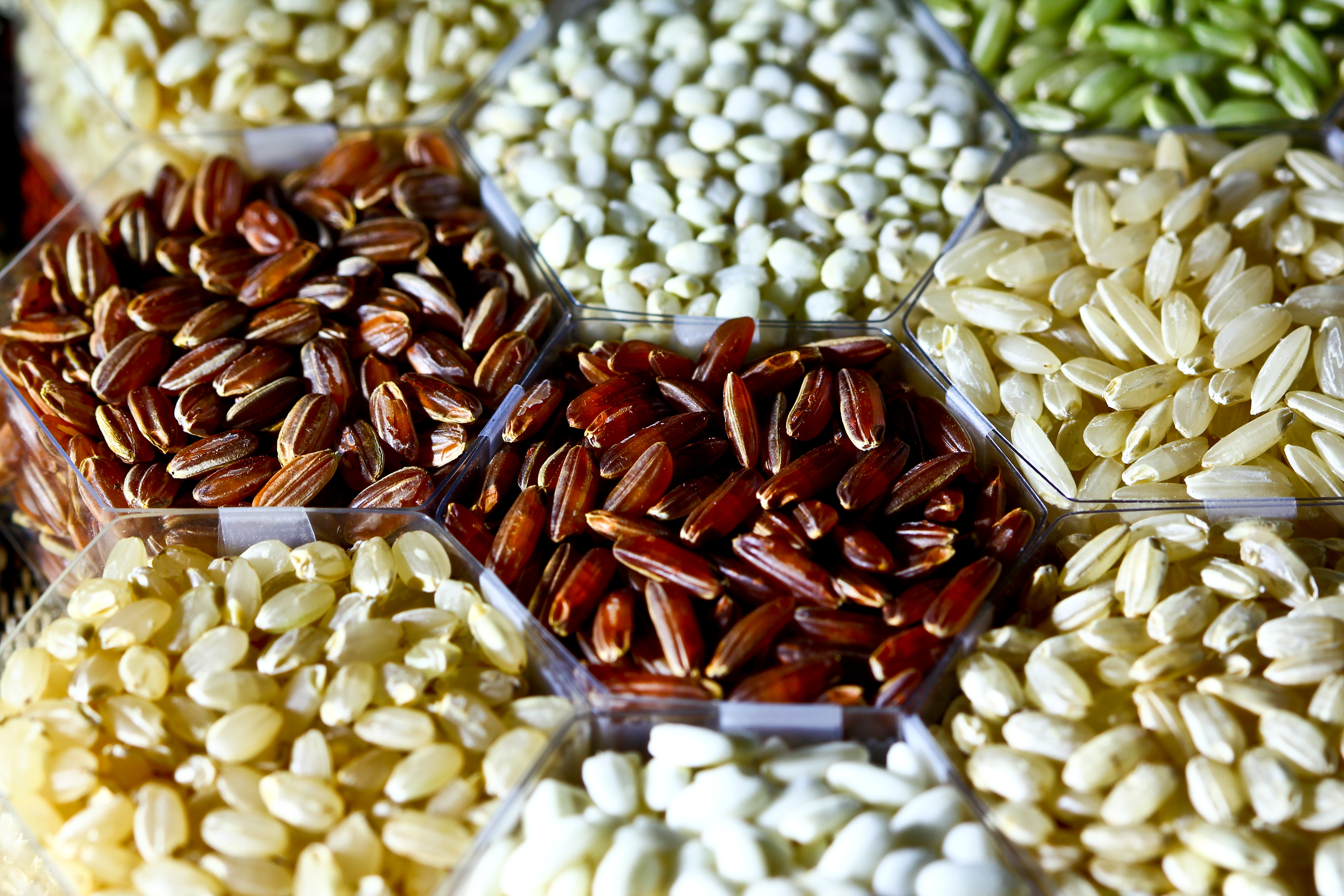
Granos de arroz por el IRRI

- cebada
- avena
- arroz
- centeno
- espelta
- teff
- triticale
- trigo
- arroz salvaje

### Granos pseudocereales

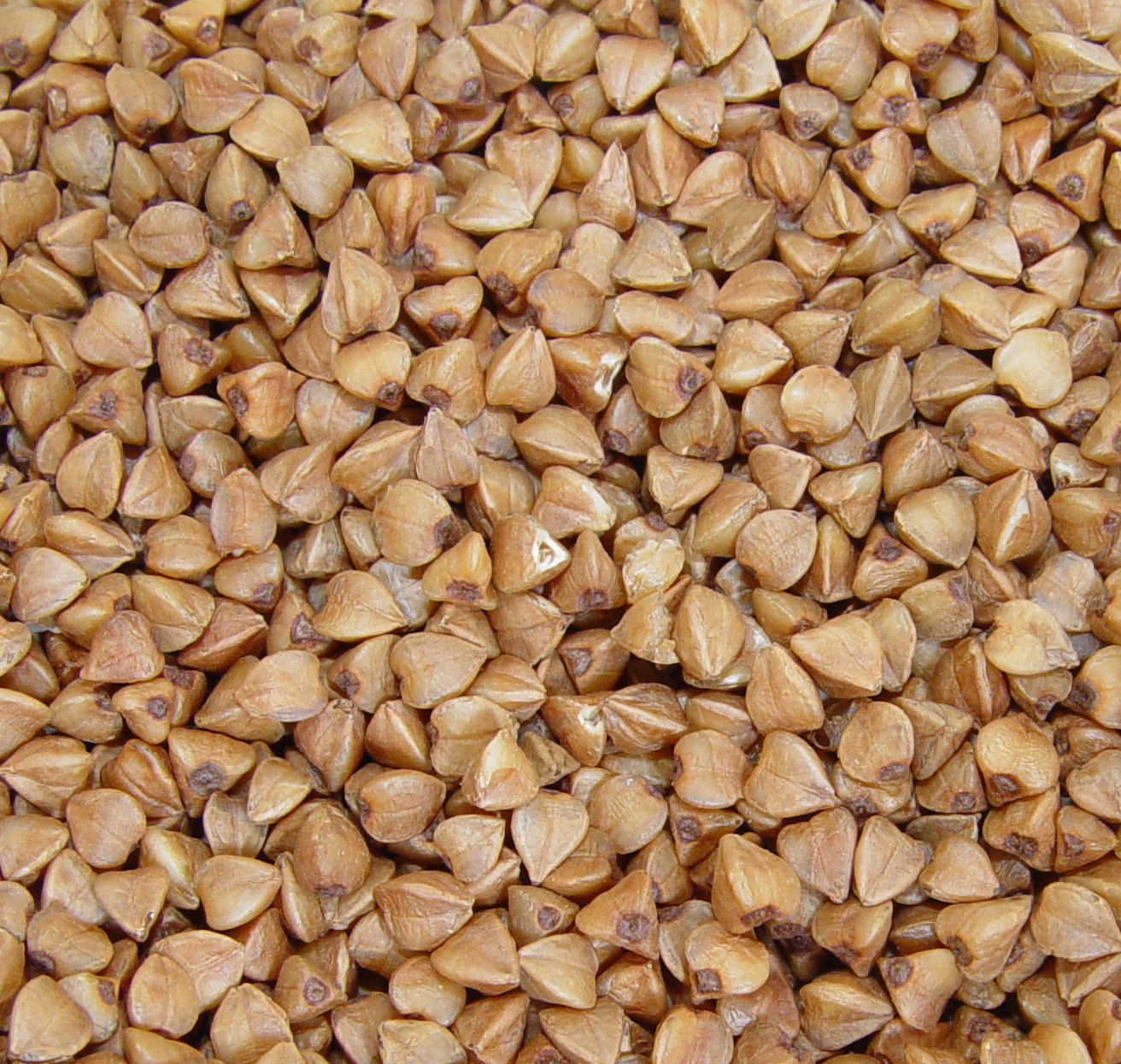
Alforfón

Granos con almidón de familias de plantas de hoja ancha (dicotiledóneas): 
- amaranto (familia del amaranto)
- trigo sarraceno (familia centinodias)
- chia (familia de la menta)
- quinua (familia del amaranto)
- kañiwa
- kiwicha

### Leguminosas

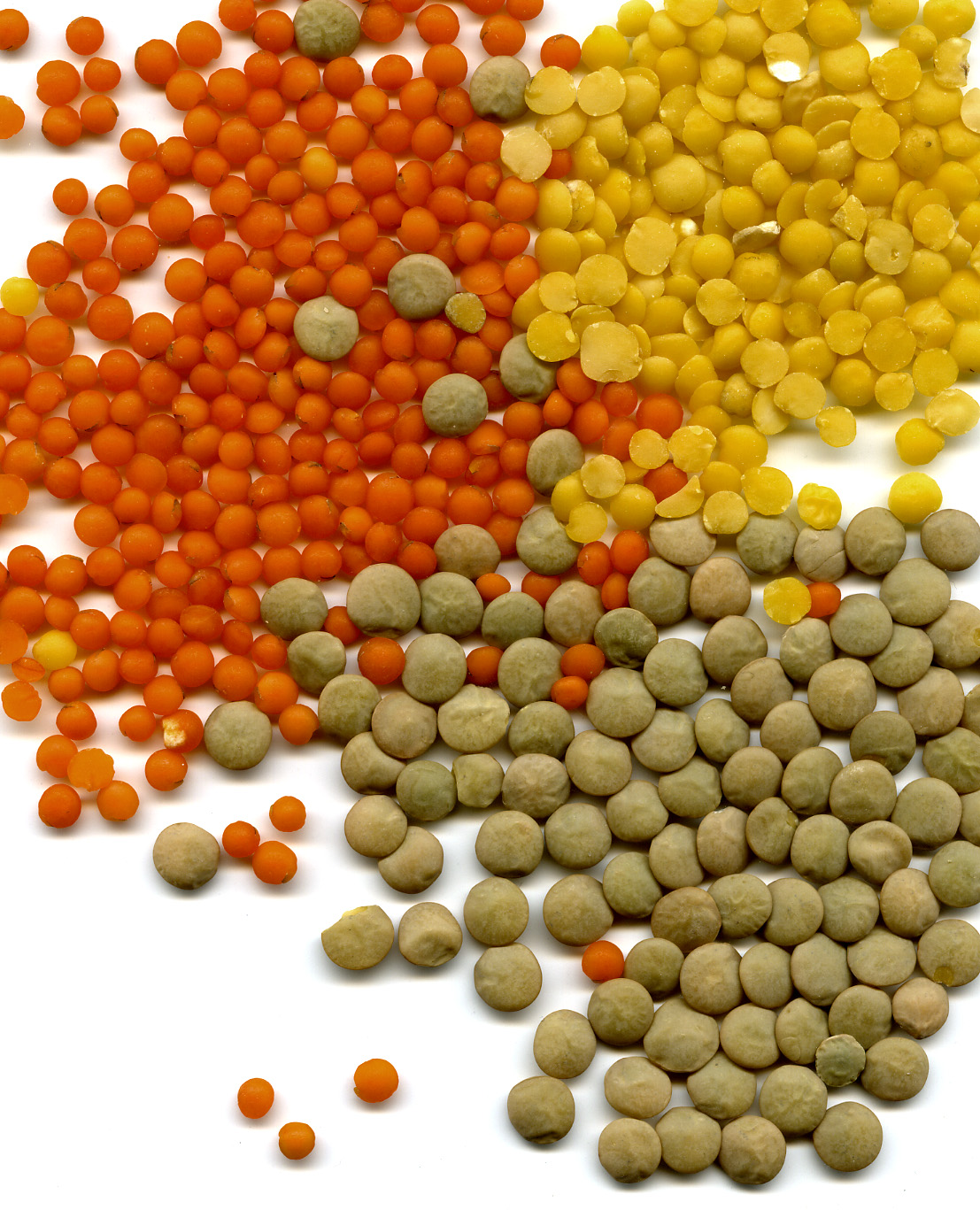
Lenteja

Las legumbres, miembros de la familia de los guisantes, tienen un contenido de proteína más alto que la mayoría de los otros alimentos vegetales, alrededor del 20 %, mientras que la soja tiene hasta un 35 %. Como ocurre con todos los demás alimentos vegetales integrales, las legumbres también contienen carbohidratos y grasas. Las legumbres comunes incluyen: 
- garbanzos
- frijoles comunes
- guisantes comunes (guisantes de jardín)
- habas
- lentejas
- habas
- altramuces
- frijol mungo
- miseria
- gandules
- judías verdes
- soja

### Semillas oleaginosas
Los granos de semillas oleaginosas se cultivan principalmente para la extracción de su aceite comestible. Los aceites vegetales proporcionan energía dietética y algunos ácidos grasos esenciales. También se utilizan como combustible y lubricantes.

#### Familia mostaza

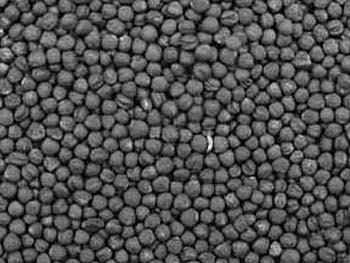
Colza

- mostaza negra
- mostaza india
- colza (incluida la canola)

#### Familia Aster

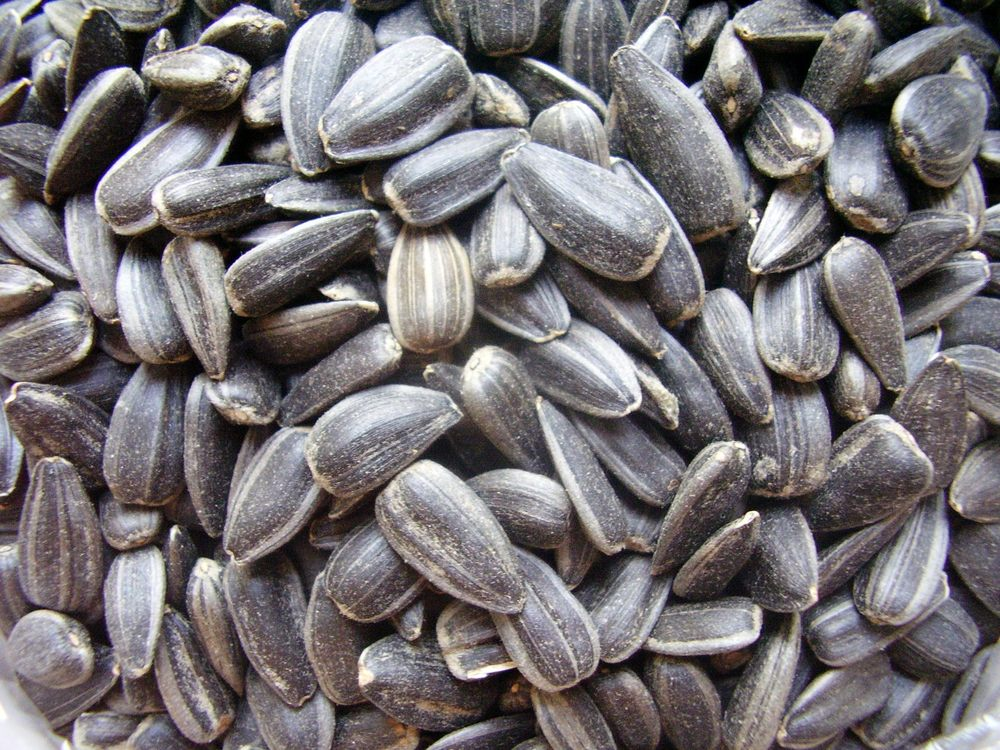
Semillas de girasol

- cártamo
- semilla de girasol

#### Otras familias
- semilla de lino (familia del lino)
- semilla de cáñamo (familia del cáñamo)
- semilla de amapola (familia de la amapola)

## Impacto histórico de la agricultura de cereales
Debido a que los granos son pequeños, duros y secos, se pueden almacenar, medir y transportar más fácilmente que otros tipos de cultivos alimentarios, como frutas frescas, raíces y tubérculos. El desarrollo de la agricultura de cereales permitió que el exceso de alimentos se produjera y almacenara fácilmente, lo que podría haber llevado a la creación de los primeros asentamientos permanentes y la división de la sociedad en clases.

## Seguridad y salud ocupacional
Aquellos que manipulan granos en las instalaciones de granos pueden encontrarse con numerosos riesgos y exposiciones ocupacionales. Los riesgos incluyen el  atrapamiento por granos, donde los trabajadores se sumergen en el grano y no pueden retirarse por sí mismos; explosiones provocadas por finas partículas de polvo de grano, y caídas. 